# Thomas Bomel
Thomas Bomel o Bomelius (Brașov, ?-Slimnic, 30 de enero de 1592) fue un pastor evangélico sajón del reino de Hungría en el siglo XVI.

## Biografía
En 1548 fue nombrado secretario de distrito en Sibiu. En 1555, junto con János Kemény y János Sombori, fue enviado como representante de los transilvanos de Târgu Mureș, a Viena, a la corte del rey Fernando para obtener su consentimiento para traer de Polonia a la reina Isabel y al príncipe Juan Segismundo. Su discurso para esta ocasión se conservó en el Siebenbürgischer Würgengel de Mathias Miles. Luego se convirtió en miembro del consejo interno. En 1561, el príncipe Juan Segismundo lo nombró recaudador del impuesto vigésimo (vicesimator). Ese mismo año cambió su carrera y se convirtió en pastor de Slimnic en el condado de Sibiu, donde desde 1569 también ocupó el cargo de deán. Su tumba se encuentra en la iglesia fortificada de Slimnic.

## Obras
- Chronologia rerum Ungaricarum a primo Unnorum in Pannoniam adventu ad millesimum quingentesimum quinquagesimum septimum a nato Christo annum. Coronae, 1556. En esta breve crónica (annales), Bomelius resume la historia de Hungría desde la llegada de los hunos hasta 1554, aunque también cubre los eventos más importantes de otros los países. Su trabajo recoge principalmente eventos políticos, militares y de la historia eclesiástica, dedicando mucho espacio a las luchas anti-otomanas.

- Statuta jurium municipalium civitatis Cibiniensium (manuscrito). Esta obra también fue traducida al alemán, pero quedó inédita. En esta obra, Bomelius sistematizó el derecho consuetudinario y los privilegios de los sajones y los formuló como leyes. Fue elaborado con más detalle por Matthias Fronius, concejal de la ciudad de Brașov.